# Rezerwat przyrody Woronicza
Rezerwat przyrody „Woronicza” – leśny rezerwat przyrody położony na terenie gminy Szudziałowo i częściowo gminy Supraśl w województwie podlaskim. Rezerwat jest położony w północno-wschodniej części Puszczy Knyszyńskiej, w granicach Parku Krajobrazowego Puszczy Knyszyńskiej.
W chwili powołania rezerwat zajmował powierzchnię 133,80 ha, obecnie jest to 139,06 ha. 
Przedmiotem ochrony jest zachowanie w naturalnym stanie doliny strumienia Woronicza ze strefą źródliskową i rozległym torfowiskiem niskim.

## Flora
Występują m.in.:
- widłak jałowcowaty
- wroniec widlasty
- wawrzynek wilczełyko